# بيباشا باسو
بيباشا باسو (بالهندية: बिपाशा बसु)‏ (بالإنجليزية: Bipasha Basu)‏ هي ممثلة هندية تظهر غالباً في أفلام اللغة الهندية. عملت أيضاً في أفلام التيلوغو، البنغالية، التاميلية والإنجليزية. باسو معروفة لعملها في أفلام من نوع الرعب والإثارة، ويتم ذكرها في وسائل الإعلام كـ«رمز الجنس».
بعد أن نجحت باسو في مهنتها كعارضة أزياء، ظهرت لأول مرة بدور مساعد في فيلم الإثارة Ajnabee عام 2001 والذي أكسبتها جائزة فيلم فير لأفضل ممثلة صاعدة. أول دور بطولة لها كان في فيلم الرعب Raaz عام 2002 وترشحت عنه لجائزة فيلم فير لأفضل ممثلة. ثم لعبت دور الفاتنة في فيلم الإثارة والإغراء Jism عام 2003. ثم عملت في بعض من أنجح الأفلام مثل No Entry عام 2005، Phir Hera Pheri عام 2006، Dhoom 2 عام 2006 والذي كان أكبر نجاح تجاري لها حتى الآن، و Race عام 2008. كما نالت مديح وثناء النقاد عن أدوارها في أفلام مثل Apaharan عام 2005، Corporate عام 2006، و Bachna Ae Haseeno عام 2008. من أعمالها البارزة الأخرى أدوراها في أفلام All the Best: Fun Begins عام 2009، و Raaz 3 عام 2012، وAlone عام 2015 كما عملت راقصة في عدد من الأفلام الأخرى. كل هذه الإنجازات ساهمت في تثبيت مكانتها في بوليوود.

## النشأة ومهنة عرض الأزياء
ولدت باسو لعائلة بنغالية في دلهي ولديها شقيقتان اثنتان، عاشت في دلهي حتى عمر الثمانية سنوات ودرست في مدرسة أبيجاي الثانوية. ثم انتقلت عائلتها إلى كلكتا. باسو، التي توصف نفسها بأنها فتاة مسترجلة، كانت فتاة مدللة وشقية جداً. وكانت تدعى السيدة غوندا في المدرسة لأن الجميع كانوا يخافون من شخصيتها المتسلطة.
التقت باسو بالعارضة ميهر جيسيا رامبال في فندق في كلكتا والتي اقترحت عليها أن تصبح عارضة. في عام 1996، فازت في مسابقة Godrej Cinthol Supermodel Contest ومسابقة فورد العالمية لعارض الأزياء. تم نقل باسو إلى نيويورك بواسطة شركة فورد حيث بدأت هناك مهنتها الناجحة في عرض الأزياء وهي بعمر 17. ثم ظهرت في Calida commercial مع صديقها في ذلك الوقت دينو موريا حيث أثيرت اعتراضات واحتجاجات على صور نُشرت لهم. ظهرت بيباشا منذ ذلك الوقت على أغلفة أكثر من 40 مجلة.

## الحياة المهنية

### الظهور لأول مرة:2001 - 2002
أحد القضاة في مسابقة Godrej Cinthol Supermodel Contest التي شاركت فيها باسو كان الممثل فينود خانا الذي أراد أن تظهر باسو مع ابنه أكشاي خانا في فيلم Himalay Putra، ولكن باسو شعرت بأنها صغيرة جداً ورفضت الدور الذي ذهب في نهاية المطاف إلى أنجالا زافيري. بعد ذلك، أقنعتها جايا باتشان لكي تعمل مع ابنها أبهيشيك باتشان في فيلم Aakhari Mughal. ولكن تم إلغاء الفيلم وقام المخرج جي. بي. دوتا بدلاً من ذلك بتغيير السيناريو وصنع فيلم Refugee مع كارينا كابور. تم عرض دور على باسو أيضاً في فيلم Refugee بجانب سونيل شيتي ولكنها رفضت.
في عام 2001، ظهرت باسو أخيراً لأول مرة بجانب أكشاي كومار في فيلم Ajnabee والذي كان معتدل النجاح في شباك التذاكر وتلقى رد فعل سلبي من النقاد. ولكن تم تقدير أداء باسو في دورها السلبي من قبل النقاد وتلقت بذلك جائزة فيلم فير لأفضل ممثلة صاعدة.
في عام 2002 لعبت باسو دور البطولة في فيلم الإثارة الناجح Raaz وهو الفيلم الذي قام بتثبيت مكانة باسو في صناعة الأفلام الهندية. لعبت باسو في الفيلم دور امرأة ملاحقة من قبل روح وتلقت مراجعات إيجابية عن أدائها حيث جاء في مراجعة نشرت في جريدة The Tribune: «... إنها بيباشا باسو التي تخطف أضواء العرض بأدائها المبهر.» وتم ترشيحها عن فيلم Raaz لجائزة فيلم فير لأفضل ممثلة. أدت بعد ذلك دوراً مساعداً في فيلم Mere Yaar Ki Shaadi Hai الذي لاقى نجاحاً تجارياً ونقدياً معتدلاً. ظهرت بعد ذلك في فيلم Chor Machaaye Shor والذي كان أول فشل تجاري لها. بعد ذلك ظهرت في دور مساعد بجانب ماهيش بابو وليزا راي في فيلم التيلوغو Takkari Donga. فيلم Gunaah والذي صدر في نفس السنة كان فاشلاً أيضاً في شباك التذاكر. لعبت باسو في الفيلم دور شرطية صارمة تقع في حب أحد المجرمين وتحاول مساعدته. صرح ديريك إلي من مجلة Variety بأن دور باسو كشرطية مثالية لم يكن يليق بها.

### 2003 - 2005
في عام 2003، أدت باسو دور البطولة في فيلم Jism من إخراج بوجا بهات والذي تلقى استقبالاً حسناً من قبل النقاد وحقق نجاحاً جيداً في شباك التذاكر. كان الفيلم في المرتبة 92 في قائمة الـ 100 فيلم الأكثر إثارة وجنسية في استطلاع للرأي أجرته القناة الرابعة البريطانية. الناقد السينمائي تاران أدارش من Bollywood Hungama علّق قائلاً: «... خاطفة العرض الحقيقية هي بيباشا باسو، مظهرها المثير وصوتها العميق المغري مع شخصيتها الباردة والحذرة، كل ذلك يجعل منها المرأة الأكثر فتنة وإثارة للإعجاب منذ زينات أمان وبارفين بابي.» تم ترشيحها لجائزة فيلم فير لأفضل دور شرير عن دورها في الفيلم. إصدارها التالي كان فيلم Zameen والذي فشل في صنع تأثير بين الجمهور.
كانت هناك أربعة إصدارات لباسو في عام 2004 وجميعها تلقت مراجعات مختلطة. الإصدار الأول كان فيلم Aetbaar وتلعب فيها دور امرأة شابة تقع في حب شخص مضطرب نفسياً. فيلمها التالي كان Rudraksh المقتبس عن ملحمة الرامايانا الهندية، ولكنه فشل في شباك التذاكر وتلقى انتقادات من النقاد. بعد ذلك ظهرت في فيلم Rakht وأدت فيها دور قارئة أوراق التاروت التي تحاول حل لغز جريمة قتل. إصدارها الأخير ذلك العام كان فيلم Madhoshi بجانب جون أبراهام. وتم استقبال أدائها كامرأة غير مستقرة عقلياً بشكل جيد.
في عام 2005 ظهرت في قصة الحب الثلاثية Barsaat بجانب بوبي ديول وبريانكا تشوبرا. ثم ظهرت في الفيلم التاميلي Sachein ثم في فيلم Apaharan الذي فاز بجائزة الفيلم الوطني لأفضل سيناريو.
بجانب التمثيل، ظهرت باسو أيضاً في الفيديو الغنائي "Tu" من ألبوم Kismat للمغني سونو نيجام. كما ظهرت أيضاً في الفيديو الغنائي "Stolen" للمغني جاي شون.

### 2005 - 2009
عززت باسو مكانتها في بوليوود كممثلة ناجحة بمجموعة من الأفلام الناجحة مثل No Entry الذي كان الفيلم الأعلى دخلاً عام 2005، و Corporate، و Dhoom 2. كان عام 2006 عاماً ناجحاً بالنسبة لها مع أربعة إصدارات رئيسية هي Phir Hera Pheri، و Corporate، و Omkara، و Dhoom 2 وقد تم الإشادة بأدائها في جميع هذه الأفلام التي كانت ناجحة تجارياً ونقدياً. فيلم Phir Hera Pheri كان الفيلم التاسع الأعلى دخلاً ذلك العام، وأدت فيه بجانب أكشاي كومار حيث لعبت دور امرأة مخادعة تسرق 10 ملايين من أبطال الفيلم. في فيلم المخرج مادهور بهانداركار Corporate تخلت باسو عن مظهرها المغري ولعبت دور سيدة أعمال لا تتورع عن الاستفادة من حياتها الجنسية لخداع الرئيس التنفيذي لشركة منافسة، وفازت باسو بالعديد من الجوائز عن أدائها في هذا الفيلم كما رُشحت للمرة الثانية لجائزة فيلم فير لأفضل ممثلة. في فيلم المخرج فيشال بهاردواج Omkara والمقتبس عن مسرحية عطيل لوليم شكسبير، لعبت فيه باسو دور بيانكا ولفتت انتباه الجمهور برقصها في أغنية "Beedi" التي حظيت بشعبية كبيرة في الهند وخارجها. أصبحت باسو حديث الجميع عندما ظهرت بالبكيني في فيلم Dhoom 2 والذي يقال بأنها أكلت البرتقال فقط لمدة ثلاثة أيام وقامت بتدريبات شاقة قبل تصوير المشاهد المثيرة.
في عام 2007، ظهرت باسو في فيلم Dhan Dhana Dhan Goal الذي كان متوسط النجاح في شباك التذاكر. في عام 2008 عملت من جديد مع المخرجين عباس-موستان في فيلم Race ولعبت فيه دور سونيا العالقة في حب ثلاثي بين شقيقين (أدى دورهما سيف علي خان وأكشاي خانا) وتنتهي بها المطاف إلى قتل واحد منهما. كان الفيلم الرابع في قائمة أعلى الأفلام دخلاً تلك السنة ولاقى نجاحاً كبيراً خارج الهند أيضاً. كان أدائها في هذا الفيلم موضع تقدير كبير حيث صرح الناقد تاران أدارش قائلاً: «أفضل عمل لها حتى الآن. إنها رائعة». لعبت باسو بعد ذلك في الفيلم الناجح تجارياً Bachna Ae Haseeno بدور عارضة أزياء ناجحة تجد صعوبة في العفو عن حبيبها السابق الذي خانها ورُشحت عن هذا الفيلم للمرة الثانية لجائزة فيلم فير لأفضل ممثلة مساعدة. أكملت باسو عام 2008 بالظهور خلال أغنية "Phir Milenge Chalte Chalte" في فيلم Rab Ne Bana Di Jodi.
أول إصدار لها عام 2009 كان فيلم Aa Dekhen Zara الذي فشل في العمل جيداً في شباك التذاكر. ثم ظهرت في فيلم All The Best: Fun Begins حيث كان دورها الكوميدي في الفيلم موضع تقدير الجمهور. بعد ذلك ظهرت في الفيلم البنغالي Shob Charitro Kalponik.

### العمل الحالي: 2010 - حتى الآن
فيلمها الأول عام 2010 كان Pankh ولعبت فيه دور شخصية وهمية توجد في عقل بطل الفيلم. ثم ظهرت بدور فتاة كشميرية في فيلم Lamhaa التي تركز على المشاكل الاجتماعية والسياسية في كشمير. التصوير الرئيسي للفيلم تعطل مراراً وتكرارً بسبب المحليين الذين لم يقبلوا موضوع الفيلم المثير للجدل. وخلال تصوير الفيلم غادرت باسو مواقع التصوير في انانتناج وعادت إلى مومباي حيث قالت بأنها كانت خائفة من الحشود هناك. أراد المنتج استبدالها بـ فيديا بالان ولكن باسو عادت للتصوير مع الترتيبات الأمنية اللازمة. ظهرت باسو بعدها في دور زوجة شرطي قاسي يشارك في تحقيقات جرائم الشرف في القرية في فيلم Aakrosh.
إصدارها الوحيد عام 2011 كان فيلم Dum Maaro Dum الذي عمل بشكل جيد في شباك التذاكر وتلقى مراجعات جيدة من النقاد. عملت بعدها باسو مع المخرجين عباس-موستان للمرة الثالثة في فيلم Players الذي صدر أوائل عام 2012. الفيلم كان طبعة جديدة رسمية من فيلم The Italian Job، وتم مقارنته بكثرة بالفيلم الأصلي كما تم انتقاد التنفيذ والأداء في الفيلم بما فيه أداء باسو.
إصدارها التالي كان فيلم الرعب والإثارة الخارقة للطبيعة Raaz 3 التي لاقى تجاوباً ونجاحاً في شباك التذاكر كما أشاد النقاد بأداء باسو.
بعد أن ظهرت ظهور خاص في فيلم Race 2، ظهرت باسو في فيلم الرعب Aatma وتلقت مراجعات مختلطة عن دورها في هذا الفيلم. في صيف عام 2013، أدت بيباشا سلسلة حفلات مباشرة بجانب عاطف أسلم، شان، وماليكا أرورا خان في برمنغهام ولندن.
في عام 2014، ظهرت باسو في الفيلم الكوميدي Humshakals مع سيف علي خان والذي صدر في 20 يوليو 2014، لكنه فشل في شباك التذاكر حتى انها لم تشارك بالعروض الترويجيه للفيلم لأنها كانت منزعجه للغاية من النتيجة وذكرت بأن الفيلم كان اسوأ تجربه في حياتي  فيلمها التالي عام 2014 كان فيلم الخيال العلمي والإثارة Creature 3D الذي صدر في 12 سبتمبر 2014. من أفلام باسو في عام 2015 فيلم الرعب Alone مع كاران سينغ غروفر والذي عرض في 16 يناير 2015.ويعد واحد من اقوى افلام باسو في مسيرتها المهنيه كما تشارك باسو في فيلمها الأول باللغة الإنجليزية The Lovers الذي سيعرض عام 2015. حاليا تقوم بيباشا بتصوير فيلم Aadat Diaries امام زوجها الممثل كاران سينغ غروفر

## الحياة الشخصية

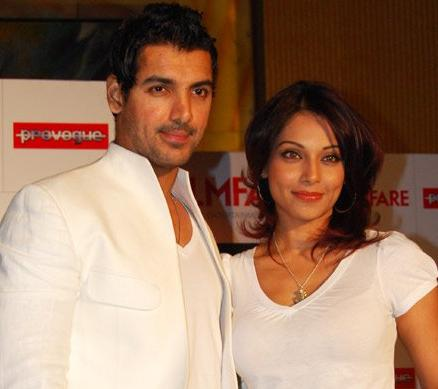

ارتبطت باسو بشريكها في فيلم Raaz دينو موريا من عام 1996 وحتى انفصالهم عام 2002. بعد ذلك بوقت قصير وأثناء تصويرها لفيلم Jism بدأت باسو في مواعدة شريكها في الفيلم جون أبراهام وارتبطت معه حتى انفصالهم في بدايات عام 2011 بعد ما ثبتت خيانه جون لها مع زوجته الحالية بريا رانشال. عندما كانا معاً، كان يتم الإشارة إليهما في الإعلام الهندي كالزوجان المثاليان ولقد كانا ثنائي محبوب من قبل الاعلام والمعجبين. في 19 فبراير 2014، أكدت باسو بأنها على علاقة مع الممثل هارمان باويجا. في ديسمبر من نفس العام، أكدت انفصالها عنه.
كانت باسو في المرتبة الثامنة على قائمة «أكثر 50 امرأة جاذبية» في صحيفة التايمز الهندية عام 2011، وفي المرتبة 13 عام 2012، وفي المرتبة 7 عام 2013. كما لقبتها مجلة Eastern Eye البريطانية «المرأة الأكثر جاذبية واغراء في آسيا» في عام 2005 وعام 2007.

## قائمة الأفلام
| السنة | الفيلم                           | الدور                                     | اللغة      | ملاحظات أخرى |
| ----- | -------------------------------- | ----------------------------------------- | ---------- | --- |
| 2001  | Ajnabee                          | سونيا/نيتا                                | الهندية    | فازت بجائزة فيلمفير لافضل ممثلة مبتدئة، فازت بجائزة International Indian Film Academy Awards لأفضل ممثلة مبتدئة رشحت لجائزة Zee Cien Awards لأفضل ممثلة مبتدئة،                                                                                    |
| 2002  | Takkari Donga                    | باناسا                                    | التيلوغو   | |
| 2002  | Raaz                             | سانجانا دانراج                            | الهندية    | رشحت لجائزة فيلمفير لأفضل ممثله، فازت بجائزة Zee Cine Awards لأفضل ثنائي مع دينو موريا، فازت بجائزة Star Sabsey Awards البطلة المفضلة |
| 2002  | Aankhen                          | راينا                                     | الهندية    | ظهور خاص |
| 2002  | Mere Yaar Ki Shaadi Hai          | ريا                                       | الهندية    | |
| 2002  | Chor Machaaye Shor               | رانجيتا                                   | الهندية    | |
| 2002  | Gunaah                           | برابها نارايان                            | الهندية    | |
| 2003  | Tujhe Meri Kasam                 | كنفسها                                    | الهندية    | ظهور خاص |
| 2003  | Jism                             | سونيا خانا                                | الهندية    | رشحت لجائزة فيلمفير لأفضل ممثلة في دور سلبي، فازت بجائزة Bollywood Movie Awards لأفضل اداء سلبي، رشحت لجائزة International Indian Film Academy Awards لأفضل اداء في دور سلبي                                                                       |
| 2003  | Footpath                         | سانجانا سريفاستاف                         | الهندية    | |
| 2003  | Rules: Pyaar Ka Superhit Formula |                                           | الهندية    | ظهور خاص |
| 2003  | Zameen                           | نانديني                                   | الهندية    | |
| 2004  | Ishq Hai Tumse                   | خوشبو                                     | الهندية    | |
| 2004  | Aetbaar                          | ريا مالهوترا                              | الهندية    | |
| 2004  | Rudraksh                         | غاياتري                                   | الهندية    | |
| 2004  | Rakht                            | دريشتي                                    | الهندية    | |
| 2004  | Madhoshi                         | أنوباما كاول                              | الهندية    | |
| 2005  | Chehraa                          | ميغا                                      | الهندية    | |
| 2005  | Sachein                          | مانجو                                     | التاميلية  | |
| 2005  | Viruddh... Family Comes First    |                                           | الهندية    | ظهور خاص |
| 2005  | Barsaat                          | آنا                                       | الهندية    | |
| 2005  | No Entry                         | بوبي                                      | الهندية    | رشحت لجائزة فيلمفير لأفضل ممثله في دور مساعد |
| 2005  | Apaharan                         | ميغا                                      | الهندية    | |
| 2005  | Shikhar                          | ناتاشا                                    | الهندية    | |
| 2006  | Hum Ko Deewana Kar Gaye          | سونيا بيري                                | الهندية    | |
| 2006  | Darna Zaroori Hai                | فارشا                                     | الهندية    | |
| 2006  | Phir Hera Pheri                  | أنورادها                                  | الهندية    | |
| 2006  | Alag                             |                                           | الهندية    | ظهور خاص في أغنية "Sabse Alag" |
| 2006  | Corporate                        | نيشيغاندا داسغوبتا                        | الهندية    | رشحت لجائزة فيلم فير لأفضل ممثله، فازت بجائزة Global Indian Film Awards لافضل ممثلة وايضا فازت بنفس الجائزه صنف النقاد، فازت بجائزة Bollywood Movie Awards لافضل ممثلة                                                                             |
| 2006  | Omkara                           | بيللو تشامانبهار                          | الهندية    | رشحت لجائزةGlobal Indian Film Awards لأفضل ممثلة في دور مساعد |
| 2006  | Jaane Hoga Kya                   | أديتي                                     | الهندية    | |
| 2006  | Dhoom 2                          | مساعدة مفوض الشرطة شونالي بوس/ مونالي بوس | الهندية    | رشحت لجائزة International Indian Film Acaddmy Awards لافضل ممثلة مساعدة |
| 2007  | Nehlle Pe Dehlla                 | بوجا                                      | الهندية    | |
| 2007  | No Smoking                       |                                           | الهندية    | ظهور خاص في أغنية "Phoonk De" |
| 2007  | Om Shanti Om                     | كنفسها                                    | الهندية    | ظهور خاص |
| 2007  | Dhan Dhana Dhan Goal             | رومانا                                    | الهندية    | |
| 2008  | Race                             | سونيا مارتن                               | الهندية    | رشحت لجائزة Star Screen Awards لأفضل ممثلة حسب اختيار الجمهور، رشحت لجائزة Star Guid Awards لأفضل ممثلة في دور قيادي |
| 2008  | Bachna Ae Haseeno                | راديكا/شريا راثود                         | الهندية    | رشحت لجائزة فيلمفير لأفضل ممثلة في دور مساعد |
| 2008  | Rab Ne Bana Di Jodi              |                                           | الهندية    | ظهور خاص في أغنية "Phir Milenge Chalte Chalte" |
| 2009  | Aa Dekhen Zara                   | سيمي تشاترجي                              | الهندية    | |
| 2009  | All The Best: Fun Begins         | جانفي تشوبرا                              | الهندية    | |
| 2009  | Shob Charitro Kalponik           | راديكا                                    | البنغالية  | فازت بجائزة Durban International Film Festival لافضل ممثله من اختيار النقاد |
| 2010  | Pankh                            | نانديني                                   | الهندية    | |
| 2010  | Lamhaa                           | عزيزة                                     | الهندية    | رشحت لجائزة Stardust Awards لأفضل ممثله في الدراما |
| 2010  | Aakrosh                          | غيتا                                      | الهندية    | رشحت لجائزة Stardust Awards لأفضل ممثله في فيلم أثارة/اكشن |
| 2011  | Dum Maro Dum                     | زوي                                       | الهندية    | فازت بجائزة Stardust Awards لأفضل ممثلة في فيلم أثارة/اكشن |
| 2012  | Players                          | ريا                                       | الهندية    | |
| 2012  | Jodi Breakers                    | سونالي                                    | الهندية    | |
| 2012  | Raaz 3                           | شانايا شيخار                              | الهندية    | رشحت لجائزة Stardust Awards لأفضل ممثله في فيلم أثارة، رشحت لجائزة Internationa Indian Film Academy Awards لافضل اداء في دور سلبي، رشحت لجائزة Star Guild Award لافضل اداء في دور سلبي، رشحت لجائزة Big Star Entertainment Award كأكثر ممثلة مسلية |
| 2013  | Race 2                           | سونيا مارتن                               | الهندية    | ظهور خاص |
| 2013  | Aatma                            | مايا                                      | الهندية    | فازت بجائزه افضل أداء مرعب مهرجان جنوب أفريقيا |
| 2014  | Humshakals                       | ميشتي                                     | الهندية    | |
| 2014  | Creature 3D                      | آهانا                                     | الهندية    | رشحت لجائزة AIFA Awards ممثله الفيلم المفضلة |
| 2015  | Alone                            | سانجانا/أنجانا/الشبح                      | الهندية    | فازت بجائزة Geospa Asiaspa لأفضل ممثله، رشحت لجائزة Jagran Film Festival لأفضل ممثلة |
| 2015  | The Lovers                       | تولاجا نايك                               | الإنجليزية | |
| 2020  | Dangerous                        | نيها سينغ                                 | الهندية    | سلسله ويب |

## وصلات خارجية
- بيباشا باسو على موقع IMDb (الإنجليزية)
- بيباشا باسو على موقع ألو سيني (الفرنسية)
- بيباشا باسو على موقع ميوزك برينز (الإنجليزية)
- بيباشا باسو على موقع أول موفي (الإنجليزية)
- بيباشا باسو على موقع إن إن دي بي (الإنجليزية)
- بيباشا باسو على موقع ديسكوغز (الإنجليزية)
- بيباشا باسو على موقع قاعدة بيانات الفيلم (الإنجليزية)
- بيباشا باسو على موقع كينوبويسك (الروسية)
- بيباشا باسو على موقع دليل عارضات الأزياء (الإنجليزية)